# Mitničarska hiša, Kranj
Mitničarska hiša, krajše Mitnica, je poznosrednjeveška meščanska hiša, ki stoji v mestnem jedru Kranja, pri mostu čez Kokro. Prepoznavna je po delno poslikanem pročelju in izstopajočem konzolnem nadstropju. Stavba je bila zgrajena v prvi polovici 16. stoletja in ima značilno gotsko-renesančno obliko za tisti čas. Prezidana je bila  leta 1527, o čemer priča vzidana letnica. Zdaj je v njej gostinski lokal.